# Ratno zrakoplovstvo Ruskog Carstva
Ratno zrakoplovstvo Ruskog Carstva (ruski: Императорскiй военно-воздушный флотъ) postojalo je u Ruskom Carstvu između 1910. i 1917. godine.

## Važniji događaji
Izvori ruskog zrakoplovstva sežu u 1880. godinu do teorijskih projekata ruskih znanstvenika kao što su bili Kibalchich Nikolai i Alexander Mozhaisky. Tijekom 1890-ih inovacije iz područja zrakoplovstva razvijao je Konstantin Tsiolkovsky. 
1904. Nikolaj Zhukovsky osniva prvi svjetski aerodinamički institut u Kachinu u blizini Moskve.
1910. Carska Ruska vojska kupuje veliki broj francuskih aviona i počinje obuku prvih vojnih pilota. Povijest vojnih zrakoplova u Ruskom Carstvu je usko povezan s imenom Igor Sikorsky.
1913. Sikorsky izrađuje prvi četvero-motorni dvokrilac Russky Vityaz na čijem projektu kasnije nastaje prvi svjetski bombarder Ilya Muromets. U istoj godini Dmitry Grigorovich izrađuje za Ratnu mornaricu Ruskog carstva više letećih brodova.
1914. Ruski zrakoplovci izvode više letova prema Arktiku u potrazi za izgubljenom ekspedicijom polarnog istraživača Georgy Sedova.

## Prvi svjetski rat
Na početku Prvog svjetskog rata rusko zrakoplovstvo zaostajalo je jedino za francuskim čije su zastarjele avione i koristili, najčešće za izviđanje i usmjeravanje artiljerijske vatre. U prosincu 1914. osnovana je jedna eskadrila Ilya Muromets bombardera a korištena je protiv njemačke i Austrougarske vojske. Među tadašnjim ruskim pilotima ostali su poznati Pyotr Nesterov, koji je izvršio prvi samoubilački napad zrakoplovom u povijesti zrakoplovstva i najuspješnijim ruski letački as, lovački pilot Aleksandr Kazakov koji je oborio 32 neprijateljska aviona. 1915. godine Ratno zrakoplovstvo Ruskog Carstva, nekad dio inženjerijskog korpusa postaje zasebna grana vojske. 
Međutim tijek rata nije bio dobar za Rusiju: gubici na Istočnom frontu, privredni kolaps u pozadini, znatno zaostajanje proizvodnje vojnih zrakoplova za njemačkom. Između 1914. i 1917. godine u Rusiji je izrađeno samo oko 5.000 aviona u odnosu na više od 45.000 u Njemačkoj. 
Krajem 1916. Sikorsky izrađuje jedinstveni četveromotorni bombarder-dvokrilac Alexander Nevsky, ali s obzirom na prethodne događaje i Oktobarsku revoluciju avion nikada nije doživio serijsku proizvodnju. Igor Sikorsky 1919. godine emigrira u Sjedinjene Američke Države. 
Ratno zrakoplovstvo Ruskog Carstva nakon Oktobarske revolucije postaje Ratno zrakoplovstvo SSSR-a.